# Condado de Richmond (Carolina do Norte)
O Condado de Richmond é um dos 100 condados do estado americano da Carolina do Norte. A sede do condado é Rockingham, e sua maior cidade é Rockingham. O condado possui uma área de 1 242 km² (dos quais 14 km² estão cobertos por água), uma população de 46 564 habitantes, e uma densidade populacional de 38 hab/km² (segundo o censo nacional de 2000). O condado foi fundado em 1779.